# Standardisering av mjölkprodukter
Mjölkstandardisering är mejeriprocesser som innebär att olika mjölkprodukter får rätta halter av dess näringsämnen. 
Fettstandardisering delar förenklat sett upp mjölken i standardmjölk, mellanmjölk, lättmjölk och minimjölk. När mjölken separerats i skummjölk och grädde blandas dessa till standarden för standardmjölk 3 %, mellanmjölk 1,5 % och lättmjölk 0,5 %. Gammaldags mjölk standardiseras dock inte.
Proteinstandardisering används främst i pulverproduktion och innebär att man tillsätter laktos, detta sänker proteinhalten i pulvret. Man späder ut mjölken för att få en större slutprodukt. Laktospulvret är en rest från tillverkning av laktosfria produkter.